# Harun al-Raschid, die Sklavin und Abu Nuwas

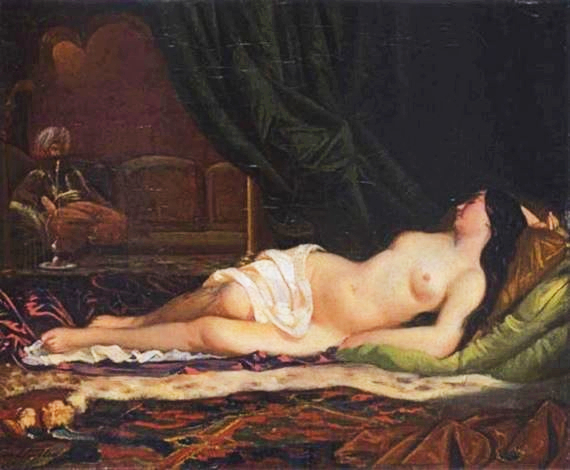
Harun al-Raschid verbringt die Nacht mit dem Sklavenmädchen. Bild von Karl Friedrich Johann von Müller, 1840.

Harun al-Raschid, die Sklavin und Abu Nuwas ist eine erotische Erzählung aus den Geschichten von Tausendundeine Nacht. Sie wird in der Arabian Nights Encyclopedia als ANE 85 gelistet.
In der erotischen Kurzgeschichte verliebt sich der fünfte Abbasiden-Kalif Harun al-Raschid (766–809, reg. 786–809) in eine Sängersklavin, während der Dichter Abu Nuwas sowohl von homoerotischen Gelüsten als auch hellseherischen Fähigkeiten beseelt ist.

## Handlung
Eines Tages war der Kalif Harun al-Raschid von Unruhe und trüben Gedanken geplagt, die ihn dazu brachten in den Gängen seines Palastes umherzugehen. Er machte sich zutritt zu einem Gemach, das nur von einem Vorhang bedeckt war, dort fand er eine schlafende schwarze Gestalt vor, neben der ein Weinkrug stand. Schließlich erkannte der Kalif, dass die schlafende Person eine Sklavin war, deren langes dunkles Haar ihren Körper bedeckt hatte. Da nahm der Kalif von dem Wein und trank einen Becher, und da ihm die schöne Sklavin gefiel, küsste er ihr Antlitz, woraufhin es erwachte. Als sie sah wer gekommen war, wehrte sie sich nicht gegen den Eindringling und der Kalif und die Sklavin begannen miteinander Wein zu trinken und poetische Verse aufzusagen, während das Mädchen zur Laute griff und zu singen und musizieren begann und ein berührendes Liebeslied vortrug.
Als sie geendet hatte, erklärte sie dem Kalifen, dass ihr Unrecht widerfahren sei und sie erzählte ihm, dass ein Sohn von Harun al-Raschid sie für zehntausend Dirham gekauft hatte, um sie seinem Vater zu schenken. Doch dann sei die Gemahlin des Kalifen (vermutlich ist seine Hauptgemahlin Zubaida bint Dschaʿfar gemeint) gekommen, habe ihrem Sohn den Kaufpreis erstattet, das Sklavenmädchen an sich genommen und ihr befohlen, sich vom Gemach Harun al-Raschids fernzuhalten. Die Sklavin bat den Kalifen darum, dass er in der nächsten Nacht bei ihr verweile und der Kalif stimmte zu.
Am nächsten Morgen sandte er nach dem Dichter Abu Nuwas, der schließlich in einer Schenke in der Stadt gefunden wurde und diese nicht verlassen durfte, da er in Schuldschaft stand, denn Abu Nuwas hatte eintausend Dirham für einen Jüngling ausgegeben hatte, der ihm erkennbar den Verstand geraubt hatte. So hatte Abu Nuwas den Jüngling angewiesen ein schwarzes, darüber ein rotes und darüber ein weißes Kleid zu tragen, die Abu Nuwas den Jüngling mit Ausnahme des schwarzen Kleides ausziehen ließ. Als dies dem Kalifen berichtet wurde, zahlte er die eintausend Dirham und Abu Nuwas wurde zum Kalifen gebracht, wo er nun für ihn Verse dichten sollte.
Abu Nuwas dichtete seine Verse, allerdings in einer Beschreibung, die den Kalifen aufschrecken ließ, da es schien, als wäre er selbst bei der Begegnung dabei gewesen. Da nahm Harun al-Raschid den Dichter mit zu der Sklavin, die in einen blauen Schleier und ein blaues Gewand gehüllt war. Der Dichter begann bei ihrem Anblick erstaunt neue Liebesverse zu dichten und die Sklavin nahm die Laute zur Hand und begann selbst zu singen. Daraufhin gab Harun al-Raschid de Dichter Abu Nuwas soviel Wein zu trinken, dass er seiner Sinne nicht mehr Herr war. Da befahl der Kalif der Sklavin den Weinbecher aus Abu Nuwas Hand zu nehmen und ihn zwischen ihren Lenden zu verbergen. Dann zog er sein Schwert, stupste damit den Betrunkenen an, der nach dem Stich wieder zur Besinnung kam und fragte ihn – unter der Drohung ihm den Kopf abzuschlagen – wo der Becher sei. Und wieder trug Abu Nuwas Verse vor, in denen er sagte, dass die Sklavin den Becher gestohlen habe und an einem Ort verberge, der sein Herz zutiefst betöre, den er aber nicht zu nennen wage, weil dieser Ort dem Kalifen gehöre.
Der Kalif war entsetzt und verblüfft, schonte jedoch Abu Nuwas Leben und beschenkte ihn mit einem Ehrengewand und eintausend Dirham; und Abu Nuwas ging vergnügt davon.

## Hintergrund und Rezeption
Die Geschichte findet sich in den ägyptischen Handschriften und den meisten der frühen arabischen Druckausgaben. Die Kalkutta-II-Ausgabe wurde von Richard Francis Burton und Enno Littmann für ihre Sammlungen genutzt.
Die Erzählung findet sich auch im Werk Tasliyat al-khawâtir von al-Shakir al-Batluni (19. Jahrhundert). Im Werk Nayadir Abi Nuwas steht die Geschichte mit dem Becher zwischen den Beinen der Sklavin als eigenständige Erzählung.
Die Szene der Entkleidung des Jünglings bildet den Entschleierungsprozess der Braut bei der Hochzeitsfeier nach.

## Ausgaben
- Enno Littmann: Die Erzählungen aus den tausendundein Nächten, Insel Verlag, Frankfurt 1968, Band 3, S. 298–305.